# Draupner (musikgrupp)
Draupner är en folkmusikgrupp från Bollnäs som består av Tomas Limpan Lindberg (gitarr och bosoki), Görgen Antonsson (fiol) och Henning Andersson (5-strängad fiol).

## Historik
Gruppen Draupner fick sitt stora genombrott i Musik Direkt 1995. Festivalen är den största tävlingen i Sverige för unga musiker och Draupner vann flera priser.

## Medlemmar
- Tomas Limpan Lindberg - gitarr och bosoki.
- Görgen Antonsson - fiol.
- Henning Andersson - 5-strängad fiol.

## Diskografi

### Album
- 2001 – Draupner (Caprice Records).
- 2003 – Arvet = Heritage (Caprice Records).
- 2004 – Sagnadans (Dimma), tillsammans med Anna Pálína.
- 2013 – Hälsingland (Dimma Sweden).

### Singlar
- 2021 – Decembervalsen (Dimma Sweden).
- 2022 – Polska efter Carl Sved (Dimma Sweden).